# Fritz Hohenberg
Fritz Hohenberg (* 4. Januar 1907 in Graz; † 16. Dezember 1987 ebenda) war ein österreichischer Mathematiker.

## Leben
Fritz Hohenberg studierte von 1930 bis 1933 Mathematik und Physik an der Universität Wien und Darstellende Geometrie an der Technischen Hochschule Wien. 1933 promovierte er an der Universität Wien bei Hans Hahn und Philipp Furtwängler mit dem Thema Kreise und bizirkulare Kurven 4. Ordnung in der nichteuklidschen Geometrie. 1944 habilitierte er sich an der Technischen Hochschule Wien. Die Lehrbefugnis wurde ihm aufgrund der Nachkriegswirren aber erst 1946 verliehen. 1947 erhielt er einen Ruf an die Technische Hochschule Graz, wo er die Lehrkanzel für Darstellende Geometrie bis zu seiner Emeritierung 1971 leitete.

## Forschung
Fritz Hohenberg lieferte wichtige Beiträge zur Geometrie in fast 100 Abhandlungen.

## Auszeichnungen
- Ehrenmitglied der Österreichischen Mathematischen Gesellschaft.